# Belinda Montgomery
Pour les articles homonymes, voir Montgomery.
Belinda J. Montgomery, née le 23 juillet 1950 à Winnipeg au Canada, est une actrice canadienne.

## Biographie
Fille de l'acteur Cecil Montgomery, Belinda Montgomery entame sa carrière à la fin des années 1960 où elle joue dans des films américains. Elle poursuit en interprétant divers rôles tant dans des séries télévisées que dans des films. Elle figure notamment dans L'Homme de l'Atlantide, une série télévisée de science-fiction où elle joue le rôle du docteur Elizabeth Merrill.
Elle joue l'épouse de Sonny Crockett, Caroline, dans Deux Flics à Miami. Elle est aussi très présente notamment dans la série Docteur Doogie, où elle est la mère de Doogie de 1989 à 1991.
En tant qu'artiste invitée, elle joua notamment dans Les Rues de San Francisco à deux reprises ainsi que dans  Tonnerre mécanique.

## Filmographie

### Cinéma
- 1971 : The Todd Killings : Roberta
- 1976 : Coup de sang (Breaking Point) : Diana McBain
- 1978 : Un jour, une vie (The Other Side of the Mountain) de Larry Peerce : Audra Jo
- 1978 : New-York Black-Out (Blackout) : Annie Gallo
- 1979 : Raide mort (Stone Cold Dead) : Sandy McAuley
- 1983 : Tell Me That You Love Me : Leonore
- 1984 : Silent Madness : Dr. Joan Gilmore
- 1996 : Life Happens (court métrage) : Molly Stewart
- 1999 : La Ville fantôme (Phantom Town) : Mom
- 2001 : Camouflage (de) : Diane
- 2010 : Tron : L'Héritage : la grand-mère de Sam Flynn

### Télévision

#### Séries télévisées
- 1967-1968 : Barney Boomer (série télévisée)
- 1969 : CBS Playhouse (épisode : Appalachium autumn) : Eula
- 1969 : Le Virginien (The Virginian) : saison 8 épisode 11 (A touch of hands) : Peg Halstead
- 1970 : Paris 7000 (épisode : Elegy for Edward Shelby) : Francine Shelby
- 1970 : L'Homme de fer (épisode : Un métier de chien) : Marla Cardwell
- 1969, 1970, 1971 et 1975 : Docteur Marcus Welby (Marcus Welby M.D.) : Mary Ann Graham
- 1970 : Matt Lincoln (en) : Nina
- 1971 : Opération danger (épisode : The day they hanged Kid Curry) : Penny Roach
- 1971 : Owen Marshall, counselor at law (épisode : Men Who Care, partie 2) : Susan
- 1972 : Le Sixième Sens (The Sixth Sense) : Tina Norris
- 1971-1972 : Sur la piste du crime (The F.B.I.) : Margo Bengston
- 1972 : L'Homme de Vienne (Assignment Vienna) : Julie Hayes
- 1972 : Cannon : Anne
- 1972 : Mannix : Susan Graham
- 1972 : The Rookies : Laurie
- 1973 : Barnaby Jones : Amy Partridge
- 1974 : The New Land  (épisode : The Word Is : Alternative) : Danika
- 1974 : Petrocelli (épisode : Death in high places) : Barbara Horton
- 1974 : L'aventure est au bout de la route (épisode : Hoots) : Anna Hoffner
- 1973-1975 : Les Rues de San Francisco (The Streets of San Francisco) : Karen Pearson / Susan Howard
- 1969-1975 : : Médecins d'aujourd'hui 5 épisodes, rôles divers
- 1976 : Los Angeles, années 30 (épisode : A Lonely Way to Die) : Louise
- 1972-1976 : : Insight (2 épisodes) : Roseanne
- 1977 : Nashville 99 (épisode : Sing Me a Song to Die By) : Summer
- 1977 : Kingston : Confidential (épisode : The Night Scene) : Olivia
- 1977 : Section contre enquête (épisode The Dutchman) : Ann Del Amo
- 1977 : Westside Medical (épisode Sticks and stones) : rôle sans nom
- 1977 : Gibbsville (épisode Chautauqua, Chautauqua, Chautauqua) : rôle sans nom
- 1977 : Quincy : Bonnie DeMarco
- 1978 : Lou Grant : Carol
- 1978 : Having Babies (épisode Careers) : rôle sans nom
- 1977-1978 : L'Homme de l'Atlantide (Man from Atlantis) : Dr Elizabeth Merrill
- 1978 : Le Signe de justice (épisode : Aloha, Julie Lang) : Julie Lang
- 1979 : La Conquête de l'Ouest (épisode : Luke) : Florrie
- 1979 : Eischied (épisode : Friday's child) : Joyce
- 1980 : L'Île fantastique (épisode : Aphrodie/Dr. Jekyll and Mister Hyde) : Minnie Hale
- 1980 : Trapper John, M.D.  2 épisodes : Darby Sheldon
- 1981 : Concrete Cowboys 2 épisodes : Janine
- 1981 : The Misadventures of Sheriff Lobo (épisode The French Follies Capper) : Kate Benson
- 1982 : Dynastie (Dynasty) : Jennifer
- 1982 : Chips : Elaine Price
- 1984 : Les Petits Génies  (épisode Watch Up!) : Judy Hubbard
- 1984 : Tonnerre de feu  (épisode Payload) : Dr Nell Lindsay
- 1984 : Loterie (épisode Miami Sharing) : Candy Raynor
- 1984 : Magnum : Fran Huddle
- 1983 et 1985 : Hooker (T.J. Hooker) : Dr Sandy Roberts
- 1985 : Arabesque (Murder She Wrote) : Pamela Crane
- 1985 : Riptide : Rainey
- 1985 : Tonnerre mécanique (Murder is a Novel Idea) : Stefanie Craig
- 1985 : Le Voyageur (épisode : Man at the windwow) : Carla Magnuson
- 1985 : Finder of lost loves (épisode : Final analysis) : Lisa Hennessey
- 1981-1985 : La croisière s'amuse (The Love Boat) : Carol / Valérie Singer
- 1985-1986 : Harry Fox le vieux renard : Kelly Aspen
- 1986 : Code of vengeance saison 1 épisode 2 : Libby
- 1982-1986 : Simon et Simon : Dorrie Wilson
- 1986-1987 : Des jours et des vies 24 épisodes : Sylvie Gallagher
- 1987 : Cap Danger (épisode : Signs of growth) Dr.Pam Summer
- 1988 : Aaron's Way (en) : Sarah Miller
- 1984-1989 : Deux Flics à Miami (Miami Vice) : Caroline Crockett
- 1989 : Dans la chaleur de la nuit saison 2 épisode 19 Fifteen forever : Nora Womack
- 1989-1993 : Docteur Doogie (Doogie Howser, M.D) : Katherine O'Brien Howser
- 1993 : La Loi de Los Angeles (L.A. Law) : Jessica Wilton
- 1995 :L'Homme à la Rolls (série télévisée, 1994) (épisode(Who killed Mr. Game show?) : Kelly Peterson
- 1996 : Promised land (épisode : The expatriate) : Lisa Smith
- 1996 : Mr. et Mrs. Smith (épisode The Kidnapping Episode) : Amy Pitzer
- 1997 : Beyond Belief : Fact of Fiction saison 1 épisode 6 The Clandestick : Alison Fender
- 1999 : Hope Island (épisode : Red Sky at Morning, Sailor Take Warning) : Jo Sommers
- 2002 : JAG saison 7 épisode 17 (Exculpatory evidence) : Captain Fryar
- 2005 : Ghost Whisperer : Ursula Hilliard

#### Téléfilms
- 1969 : Hey Cinderella! : Cinderella
- 1970 : Ritual of Evil : Loey Wiley
- 1971 : D.A. Conspiracy to Kill : Luanne Gibson
- 1971 : Une maison dans l'ouest : Roselle Bridgeman
- 1972 : The Bravos : Heller Chase
- 1972 : Woman in Chains : Melinda Carr
- 1973 : Crime Club : Annie Dryden
- 1973 : The Devil's Daughter : Diane Shaw
- 1973 : Letters from Three Lovers : Angie
- 1977 :  The Hostage Heart : Fiona
- 1979 : Murder in Music City : Peggy Ann West
- 1979 : Marciano : Barbara Marciano
- 1980 : Turnover Smith : Kelly
- 1980 : Trouble in High Timber Country : Carrie Yeager
- 1982 : Bare Essence : Melody
- 1983 : L'Hôpital en flammes (Uncommon Valor) : Joan
- 1986 : Dalton : Code of vengeance II : Libby
- 1986 : Stark: Meurtres à Las Vegas : Claire Graves
- 1986 : Adam : His song continues : Myra Schmidbauer
- 1987 : L'Enfant au traîneau (Stone Fox) : Doc Smith
- 1988 : Aaron's Way : The Harvest : Sarah Miller
- 1990 : Casey's Gift : For Love of a Child : Terry Stillwell
- 1998 : Secret malsain (Dirty Little Secret) : Gina
- 2017 : Coup de foudre chez le Père Noël : Carol Winters
- 2019 : La Révélation de Noël (Radio Christmas) de Jeff Beesley : Mary Lou